# Antiochrus setosus
Antiochrus setosus är en skalbaggsart som beskrevs av Rudolph Petrovitz 1963. Antiochrus setosus ingår i släktet Antiochrus och familjen Hybosoridae. Inga underarter finns listade i Catalogue of Life.